# Spalahores
Spalahores, scritto anche Spalohres o Spalahora (greco: Σπαλαχόρης Spalakhórēs; Σπαλύρις Spalýris, ϹΠΑΛΥΡΙΟϹ Spalyrios (epigrafico); Kharosthi: 𐨭𐨿𐨤𐨫𐨱𐨆𐨪 Śpa-la-ho-ra, Śpalahora; governato intorno al 57-35 a.C.; fl. I secolo a.C.) è stato un re iranico che governò il Sakastan nel I secolo a.C..

## Nome
Il nome di Spalahores è attestato sulle sue monete nelle forme greche Spalakhórēs (Σπαλαχόρης) e Spalýris (Σπαλύρις), e nella forma Kharosthi Śpalahora (𐨭𐨿𐨤𐨫𐨱𐨆𐨪) che derivano dal nome *Spalahaura, che significa "comandante dell'esercito".

## Carriera
Prima della sua ascesa alla regalità, servì come comandante di Vonone del Sakastan, che aveva coniato monete con il nome di Spalahores e quello di un altro comandante, Spalirises, entrambi indicati come "fratello del re". Studiosi come R.C. Senior e Khodadad Rezakhani ritengono che Spalirises ma anche Spalahores fossero effettivamente fratelli di Vonone, mentre altri, come K.W. Dobbins, sostengono che si trattasse di un titolo onorifico dato a loro, che egli considerava satrapi Saci.
Un argomento importante contro la proposta di una relazione di sangue tra Vonone e i due comandanti è dovuto al fatto che entrambi avevano nomi Saka, contrariamente al nome partico di Vonone. Saghi Gazerani ha suggerito che dopo la riconquista arsacide di Sakastan (tra il 124 e il 115 a.C.), che fu data in feudo al generale Surena che guidava la spedizione, i Surena, che divennero indipendenti dopo l'88 a.C., e i Saci divennero strettamente legati, presumibilmente attraverso alleanze e matrimoni.  In effetti, i Parti e i Saci sono spesso confusi nella letteratura indiana. L'eroe mitologico iraniano Rostam (che era originario del Sakastan) è menzionato nelle tradizioni iraniane sia come ascendente dei Parti che come Saci, a sostegno di questa doppia identità.
Il figlio e successore di Spalahores, Spalagadames, è stato suggerito da Rezakhani come la stessa figura del primo indo-partico Gondofare.